# Carpanzano
Carpanzano è un comune italiano di 184 abitanti della provincia di Cosenza in Calabria. Carpanzano è il comune più antico dei dintorni cosentini. È il penultimo comune meno popolato della Regione Calabria. È posto a sud-est di Cosenza, e ha un territorio bagnato dal fiume Savuto e compreso tra 211 e 1210 metri s.l.m.

## Storia
Colpito dal terremoto della Calabria del 1638, il paese venne ricostruito come Carpansano, diventato poi Carpanzano nel corso dei secoli.
Negli anni della seconda guerra mondiale, tra il 1940 e il 1943, Carpanzano fu uno dei 14 comuni della Calabria designati dalle autorità fasciste ad accogliere profughi ebrei in internamento libero.. Vi furono confinati tre profughi ebrei polacchi, i quali furono tutti liberati con l'arrivo dell'esercito alleato nel settembre 1943.

## Monumenti e luoghi d'interesse
- Chiesa matrice di San Felice (1648-1660).[3]
- Santuario della Madonna delle Grazie, detto anche Santuario dell'Annunziata, edificato nel XIV secolo e rifatto più volte nel corso del tempo.[3]
- Chiesa di Sant'Antonio, detta anche dei Cappuccini (XVII secolo).[3]
- Ex-chiesa di San Pietro, adibita a museo di arte sacra e di civiltà contadina.[3]

## Società

### Evoluzione demografica
Abitanti censiti

## Infrastrutture e trasporti
Il comune è interessato dalle seguenti direttrici stradali: